# Тиллемон, Луи-Себастьян
Луи-Себастьян ле Нэн де Тиллемон (фр. Louis-Sébastien Le Nain de Tillemont; 30 ноября 1637, Париж — 10 января 1698, Париж) — французский историк и священник, автор истории христианской Церкви первых шести веков в 16 томах, истории императоров Римской империи того же периода в шести томах и других исторических трудов.

## Биография
Луи-Себастьян ле Нэн де Тиллемон родился в происходящей из Шинона семье судейских чиновников, представитель которой в конце XVI века смог попасть в Королевский Совет и Парижский парламент. Отец будущего историка, Жан IV лё Нэн (1609—1698), сеньор де Бомон (Baumont), де Тиллемон, ла Лаво (Lavau) и де Гинонвиль (Guignonville), служивший с 1632 года советником парламента, и рекетмейстером с 1642 года, оставил 83 томный сборник выписок актов парламента. Его жена, Мари лё Рагуа, происходила из многочисленной семьи финансистов и чиновников. В их очень набожной семье, принадлежавшей к янсенистским кругам, родилось по меньшей мере семеро детей. Старший брат Луи-Себастьяна, Жан V (1633—1719), в 1654 году стал членом Парижского парламента и, благодаря семейному долголетию, стал его старейшиной в 1710 году.
Начальное образование Тиллемон получил в Petites écoles de Port-Royal. В 1661 году по рекомендации Леметра де Саси поступил в семинарию Бове, епископом которого в то время был близкий к Пор-Роялю и янсенистам Шоар де Бузенваль. Там он обучался 3 года, после чего перешёл к канонику Годефруа Эрману, у которого оставался до 1669 года. После заключения «клементинского мира» и открытия Пор-Рояля, лё Нэн присоединился к «отцам», поселился по соседству и часто оказывал им помощь. В 1672 году он был посвящён в иподиаконы, и в священники в 1676. После того, как в 1679 пор-рояльцев разогнали по приказу архиепископа Парижа Франсуа Арле де Шамваллона, историк удалился в своё имение Тиллемон между Монтрёйем и Венсеном, где до конца жизни вёл строгий образ жизни, предаваясь научным трудам. В 1690 году он начал издание «Истории императоров», а в 1693 году «Мемуаров о церковной истории», успев выпустить только 4 тома. Собранные им по поручению Леметра де Саси материалы, относящиеся к Людовику Святому, были опубликованы Обществом истории Франции (фр. Société de l'histoire de France) в 1847—1851 в шести томах.

## Научные труды
- Histoire des empereurs et des autres princes qui ont régné durant les six premiers siècles de l'Église (6 vol.), 1690-97, 1701, 1738.
- Mémoires pour servir à l’histoire ecclésiastique des six premiers siècles, justifiés par les citations des auteurs originaux avec une chronologie où l’on fait un abrégé de l’histoire ecclésiastique et avec des notes pour éclaircir les difficultés des faits et de la chronologie (16 vol.), 1693—1712.
- Vie de saint Louis roi de France (6 vol.), éd. Jules Renouard[фр.], Paris, 1847-51.
- Calendrier des fêtes des saints illustres, 1919.